# Darja Andrejewna Kudaschowa
Darja Andrejewna Kudaschowa (russisch Дарья Андреевна Кудашова; englische Schreibweise Daria Kudashova; * 28. März 2003) ist eine russische Tennisspielerin.

## Karriere
Kudaschowa spielte vor allem bei Turnieren der ITF Women’s World Tennis Tour, wo sie bislang fünf Titel im Einzel gewinnen konnte.

## Turniersiege

### Einzel
| Nr. | Datum              | Turnier | Kategorie   | Belag             | Finalgegnerin        | Ergebnis      |
| --- | ------------------ | ------- | ----------- | ----------------- | -------------------- | ------------- |
| 1.  | 23. September 2018 | Batumi  | ITF $15.000 | Hartplatz         | Gjulnara Nasarowa    | 5:7, 6:0, 6:3 |
| 2.  | 1. September 2019  | Batumi  | ITF W15     | Hartplatz         | Weronika Falkowska   | 6:4, 6:2      |
| 3.  | 20. Oktober 2019   | Telawi  | ITF W15     | Sand              | Oana Georgeta Simion | 6:2, 4:6, 6:4 |
| 4.  | 17. Oktober 2021   | Kasan   | ITF W15     | Hartplatz (Halle) | Jekaterina Maklakowa | 6:2, 5:7, 6:1 |
| 5.  | 22. September 2024 | Fuzhou  | ITF W50     | Hartplatz         | Guo Hanyu            | 6:1, 6:1      |